# Styr Południowy
Styr Południowy (469 m) – szczyt na Pogórzu Rożnowskim. Znajduje się w długim grzbiecie ciągnącym się od przełomowej doliny Paleśnianki w Bieśniku po dolinę Białej w Gromniku. W grzbiecie tym, w odległości 700 m na północny zachód od Styru Południowego znajduje się drugi wierzchołek – Styr Północny (460 m). Obydwa są mało wybitne i całkowicie zalesione, na południowych stokach Styru Południowego wysoko jednak podchodzą pola uprawne miejscowości Olszowa.
Zbocza północne i kulminację Styru Północnego i Południowego w 1998 r. objęto ochroną tworząc częściowy rezerwat przyrody Styr o powierzchni 97,83 ha. Ochroną objęto lasy porastające górę Styr i zbocza przełomowej doliny Paleśnianki z wieloma rzadkimi i chronionymi gatunkami roślin, fragment obszaru zalegania wód mineralnych z kilkoma źródłami oraz nieczynny kamieniołom „Bodzanty” z okresu I wojny światowej, jako interesujący obiekt geologiczno historyczny.
Zbiorowiska leśne rezerwatu są zróżnicowane, występują tutaj następujące zbiorowiska roślinne tu: 
- żyzna buczyna karpacka
- kwaśna buczyna górska,
- żyzne jedliny,
- podgórski bór mieszany,
- grąd

Stokami Styru Południowego prowadzą dwa szlaki turystyki pieszej, obydwa omijają jego wierzchołek.
Szlaki turystyczne
 Piaski-Drużków (prom) – Głowaczka – Ruda Kameralna – Mogiła – Styr Południowy – Olszowa – Sucha Góra Zachodnia – Sucha Góra – Polichty
 Olszowa – Styr Południowy – skrzyżowanie ze szlakiem zielonym